# Kolbus
Kolbus Group GmbH (Eigenschreibweise KOLBUS) ist ein deutscher Maschinenbaukonzern mit Stammsitz in der ostwestfälischen Stadt Rahden im Kreis Minden-Lübbecke. Das Unternehmen galt als Weltmarktführer im Bau von Buchbindereimaschinen, der auch komplette Inlineproduktionssysteme für die druckweiterverarbeitende Industrie entwickelte und herstellte. Seit einer Veräußerung des Geschäftsfeldes für Buchbindesysteme an Müller Martini im Januar 2018 fokussiert sich Kolbus auf Maschinen zur Buchdecken- und Packmittelfertigung. Im Jahr 2020 erfolgte die Markteinführung der ersten Flexodruck-Rotationsstanze mit Servo-Antriebstechnik aus dem Hause Kolbus als Maschine für die Wellpappenverarbeitungsindustrie.
Kolbus beschäftigte 2020 im Durchschnitt 737 Mitarbeiter. Der Konzernumsatz lag im Geschäftsjahr 2020 bei 60,3 Millionen Euro.

## Geschichte
Die Geschichte des Unternehmens geht auf das Jahr 1775 zurück, in dem der Meister im Hufbeschlag und Fahnenschmied Christian Henrich Kolbus eine Dorfschmiede errichtete. 1900 begann August Kolbus Buchbindereimaschinen, die Buchrunde- und Abpressmaschine Rupert zu bauen. 1945 wurde das Werk infolge des Zweiten Weltkriegs demontiert. 1947 begann der Wiederaufbau mit 35 Mitarbeitern. 1962 wurde die erste vollautomatische Buchfertigungsstraße entwickelt, mit der 36 Bücher in der Minute produziert werden konnten. 2006 wurde KOLBUS mit dem 1. Preis "Die Beste Fabrik OWL" ausgezeichnet. Im Jahr 2010 übernahm Kolbus die Sigloch Maschinenbau GmbH & Co. KG, ein Hersteller von Buchbindereimaschinen aus Blaufelden. Das Geschäftsfeld Buchbindesysteme wurde 2018 vollständig an Müller Martini verkauft.
Im Juli 2024 kündigte Kolbus die Einleitung eines Insolvenzverfahrens an., das im Juni 2025 mit dem Verkauf der Firma zum 1. Januar 2026 und der Entlassung von 200 Mitarbeitern endete.

## Sponsoring
Kolbus übernahm 2008 eine mittelfristige Förderung des Candide Preises. 2011 kam es jedoch zu einer Auseinandersetzung zwischen dem Trägerverein und dem Unternehmen, als der Preis an Peter Handke vergeben werden sollte. Der Geschäftsführer des Unternehmens, Kai Büntemeyer, kritisierte an der Vergabe, dass Handke zu berühmt sei und dies im Widerspruch dazu stehe, dass der Preis der Förderung von Autoren gewidmet sei. Der Vorsitzende der Jury, Gerd Voswinkel, sah das Veto des Sponsors als Vertragsbruch und verließ den Verein. Der Vorstand des Vereins blieb bei der Entscheidung der Jury und vergab den Preis nur in ideeller Form ohne Preisgeld.